# Tritonville Football Club
Tritonville Football Club est un club de football basé à Sandymount, un quartier au sud de Dublin en Irlande.

## Histoire
Le Tritonville FC dispute le championnat d'Irlande de football lors de la saison 1912-1913 et la Coupe d'Irlande la même année.
En championnat, Tritonville termine à la dernière place avant d'être exclu de la compétition sous prétexte qu'il partage son stade avec une équipe de sport gaélique qui y dispute ses matchs le dimanche. La fédération nationale, l'Association irlandaise de football, alors basée à Belfast prônait à cette époque un "sunday ban, c'est-à-dire une interdiction totale de la pratique du sport le dimanche. 

## Statistiques
Bilan de Tritonville lors de son unique saison en première division irlandaise. Il est cette année-là un des trois clubs dublinois engagés.
| Saison    | Champ        | Cl | Pts | J  | G | N | P  | Bp | Bc | Diff | Coupe d'Irlande | Coupe d'Europe | Autres compétitions | M. buteur | B | Entraîneur | Aff |
|           |              |    |     |    |   |   |    |    |    |      |                 |                |                     |           |   |            |     |
| --------- | ------------ | -- | --- | -- | - | - | -- | -- | -- | ---- | --------------- | -------------- | ------------------- | --------- | - | ---------- | --- |
| 1912-1913 | Irish League | 10 | 5   | 18 | 2 | 1 | 15 | 27 | 55 | -28  |                 |                |                     |           |   |            |     |
| Saison    | Champ        | Cl | Pts | J  | G | N | P  | Bp | Bc | Diff | Coupe d'Irlande | Coupe d'Europe | Autres compétitions | M. buteur | B | Entraîneur | Aff |

Champ = championnat ; Cl = classement ; Pts = points ; J = joués ; G = gagnés ; N = nuls ; P = perdus ; Bp = buts pour ; Bc = buts contre ; Diff = différence de buts

C1 = Ligue des champions (depuis 1992, Coupe des clubs champions de 1955 à 1992) ; C2 = Coupe des coupes (de 1961 à 1999) ; C3 = Ligue Europa (depuis 2009, Coupe UEFA de 1971 à 2009, Coupe des villes de foires de 1955 à 1971) ; C4 = Ligue Conférence (depuis 2024, Ligue Europa Conférence de 2021 à 2024) ; CI = Coupe Intertoto (de 1995 à 2008)

M. buteur = meilleur buteur en championnat; B = buts marqués par le meilleur buteur en championnat; Aff = affluence moyenne en championnat
champion, vainqueur ou meilleur buteurvice-champion ou finalistepromubarrage de promotionreléguébarrage de relégation